# Rainer Paris
Rainer Paris (* 1948 in Oldenburg) ist ein deutscher Soziologe.
Nach dem Studium der Soziologie, Psychologie und Germanistik an der Freien Universität Berlin veröffentlicht Paris vor allem zu Fragen der Macht- und Organisationssoziologie, unter anderem zu Problemen der Geschlechtermacht, oft mit feminismuskritischem Akzent.
Rainer Paris lehrte von 1994 bis 2013 als Professor für Soziologie an der Hochschule Magdeburg-Stendal. Er publizierte zahlreiche Aufsätze in Fach- und Kulturzeitschriften, darunter in der Soziologie-Kolumne der Monatszeitschrift Merkur.

## Buchpublikationen (Auswahl)
- Klassenbewußtsein und Intersubjektivität. Zur handlungstheoretischen Reformulierung des Klassenbewusstseinskonzepts. 1984, ISBN 3-593-33348-1.
- mit Wolfgang Sofsky: Figurationen sozialer Macht. Autorität – Stellvertretung – Koalition. 1994, ISBN 3-518-28735-4.
- Stachel und Speer. 1998, ISBN 3-518-12038-7.
- Normale Macht – Soziologische Essays. 2005, ISBN 3-89669-517-7.
- Gender, Liebe & Macht – Vier Einsprüche. 2008, ISBN 978-3-937801-26-1.
- Neid. Von der Macht eines versteckten Gefühls. 2010, ISBN 978-3-937801-54-4.
- Der Wille des Einen ist das Tun des Anderen. Aufsätze zur Machttheorie. Velbrück, Weilerswist 2015, ISBN 978-3-942393-79-9.